# 'Abdu'l-Bahá
'Abdu'l-Bahá 'Abbás Effendí, conhecido como 'Abdu'l-Bahá (Árabe: عبد البهاء) (Teerã, 23 de maio de 1844 - Haifa, 28 de novembro de 1921) foi o filho mais velho de Bahá'u'lláh, o Profeta fundador da Fé Bahá'í. Em 1892, 'Abdu'l-Bahá foi escolhido por seu pai como Seu sucessor, sendo autorizado intérprete de Seus ensinamentos.
Sua jornada pelo Ocidente, bem como suas palestras, explicações e escritos foram fundamentais para espalhar a mensagem de Bahá'u'lláh para além das raízes persas, deixou em sua vontade e testamento a fundação para a atual ordem administrativa bahá'í.

## Vida de 'Abdu'l-Bahá
'Abdu'l-Bahá nasceu na Pérsia (hoje Irã), em 23 de maio de 1844, mesmo dia em que o Báb declarou Sua missão. Filho mais velho de Bahá'u'lláh, tinha 9 anos quando Seu pai foi encarcerado no calabouço em Teerã.
Aceitou seu pai como Mensageiro de Deus ainda quando criança, encarregava-se de receber inúmeros visitantes que vinham ver Bahá'u'lláh, ou ajudava Seu pai respondendo perguntas e solucionando problemas desses visitantes. Frequentemente visitava mesquitas, discutindo assuntos teológicos com doutores e sábios.
Não frequentou nenhuma escola ou universidade, seu único instrutor foi Bahá'u'lláh.
Era conhecido como o "Mestre", ajudava as pessoas de todas as maneiras que podia, em 'Akká, por estar exausto, acabou por ficar doente por tratar, alimentar e banhar os doentes acometidos por tifo, malária e outras doenças comum deste lugar. Pessoas proeminentes, como também humildes e pobres vieram a amá-Lo e respeitá-Lo por sua conduta e amabilidade.
'Abdu'l-Bahá, após confinado dentro dos muros da cidade-prisão de 'Akká, viajou para a Europa e América para proclamar a Mensagem de Bahá'u'lláh.
'Abdul-Bahá é visto como um exemplo pelos seus feitos e Suas Palavras, costumavam a chamá-lo de "Mistério de Deus". 'Abbás demonstrou ser possível, em meio ao intenso torvelinho que é a vida moderna, em meio ao egoísmo e à luta pela prosperidade material que em toda parte prevalecem, ter-se uma vida de inteira devoção a Deus e serviço ao próximo, assim como Cristo e Bahá'u'lláh e todos os Profetas exigiram dos homens.

## Escritos de 'Abdu'l-Bahá
A quantidade estimada de Epístolas escritas por 'Abdu'l-Bahá chega a 30 000, tendo sido uma parte traduzida para inglês, e dessa uma parte traduzida para português. Alguns livros, epístolas e palestras publicados de 'Abdu'l-Bahá:
- Palestras de 'Abdu'l-Bahá; Paris-1911
- Palestras de 'Abdu'l-Bahá; Londres-1911
- Palestras de 'Abdu'l-Bahá; Estados Unidos e Canadá-1912-A Promulgação da Paz Universal
- O Segredo da Civilização Divina
- Seleção dos Escritos de 'Abdu'l-Bahá
- Respostas a Algumas Perguntas (título antigo:Esplendor da Verdade)
- Epístolas do Plano Divino
- A Última Vontade e Testamento
- Tributo aos Fiés
- Epístola a Haia
- Epístola ao Dr. Auguste Forel
- Narrativa de um Viajante
- Alicerces da Unidade Mundial